# Parapercis katoi
Parapercis katoi és una espècie de peix de la família dels pingüipèdids i de l'ordre dels perciformes.

## Etimologia
El seu nom científic fa referència a Kenji Kato, el qual en va capturar l'holotip, 2 dels paratips i va proporcionar les fotografies en color de l'holotip.

## Descripció
- Fa 17,7 cm de llargària màxima i és, en els exemplars conservats en alcohol, de color gris groguenc amb 5 franges fosques; les aletes groguenques clares, translúcides i amb els radis grocs clars i el dors de la base l'aleta caudal amb un punt força petit i fosc. En vida mostra un color taronja clar al dors i blanc al ventre, amb 5 franges amples de color rosa, les quals esdevenen vermelles al ventre; una banda vermella i obliqua a les galtes i les aletes de color groguenc pàl·lid (la dorsal amb una franja longitudinal, groga i tènue; la caudal amb una banda estreta de color magenta a la base, una petita taca morada i fosca al dors i una altra de vermella a la zona inferior; les pectorals amb una franja blanca a la base i una altra de magenta allargada i les pelvianes gairebé blanques).
- 5 espines i 21 radis tous a l'aleta dorsal i 1 espina i 17 radis tous a l'anal. 18 radis a les aletes pectorals. La quarta espina dorsal és la més allargada del conjunt. Aleta caudal lleugerament arrodonida a la seua meitat ventral, truncada a la meitat dorsal. Aletes pelvianes just o gairebé arribant a l'origen de l'aleta anal.
- 56-58 escates a la línia lateral. Escates ctenoides al cos, les quals esdevenen cicloïdals a l'àrea prepelviana però no a la prepectoral. Escates cicloïdals a l'opercle i les galtes.
- 4 parells de dents canines a la mandíbula inferior. Absència de dents palatines. Vòmer amb 1 filera de, si fa no fa, 9 dents còniques i robustes, les quals són seguides, sovint, per unes altres dents molt més petites.
- Preopercle amb les vores llises.
- 30 vèrtebres.
- És similar a Parapercis somaliensis, ja que tenen en comú la dentició, les petites escates cicloïdals de les galtes, el lòbul superior perllongat de l'aleta caudal i les franges fosques i curtes al dors del cos contenint petites taques negres, però es diferencien en el nombre de radis pectorals i escates a la línia lateral, els trets morfològics de les vores del preopercle, la coloració i la mida.[3][5]

## Reproducció
És hermafrodita, ja que les gònades del paratip més petit sembla contindre tant teixit ovàric com testicular, la qual cosa indicaria un canvi de sexe de femella a mascle.

## Hàbitat i distribució geogràfica
És un peix marí, bentopelàgic (entre 100 i 200 m de fondària) i de clima temperat, el qual viu al Pacífic nord-occidental: les illes Ogasawara (el Japó).

## Observacions
És inofensiu per als humans.